# David R. Lindberg
David R. Lindberg (Hartland, condado de Windsor, estado de Vermont; 1948) es un malacólogo estadounidense y profesor de biología integrativa en la Universidad de California en Berkeley. Aparte de trabajos sobre el grupo Patellogastropoda, es conocido por la taxonomía de Ponder & Lindberg (1997).

## Obra
El focus de su trabajo está en el campo de la filogenia de los Patellogastropoda. 
Uno de sus resultados es el renombre del orden Docoglossa en Patellogastropoda (1986).
Su obra mayor está en una Taxonomía de Gastropoda. 
A causa de nuevos conocimientos salió que la taxonomía de referencia basando en J. Thiele 
que fue aceptado hasta los años 1990, contenía taxa (categorías) parafilicos. Especialmente grave fue la parafilia de la subclase Prosobranchia, porque estaba en un nivel alto de la jerarquía. Entonces una revisión de esta taxonomía fue inevitable. Junto con Winston F. Ponder propuso una aclaración de la taxonomía de Gastropoda. El primer paso fue la sustitución de la trisección clásica (prosobranchia - heterobranchia - pulmonata) basando en el tipo y posición del órgano de la respiración por una bisección orientado en la evolución. 
Con Winston F. Ponder introducción la nueva subclase Eogastropoda. Su complemento es la subclase Orthogastropoda. En un segundo paso continuaron la revisión consecuente en niveles más bajos. 
Los esfuerzos resultaron en la proposición de una taxonomía de grupos que a su tiempo todos parecían 
monofilética.
Esta proposición fue aceptada, y es conocido como Taxonomía de Gastropoda de Ponder & Lindberg (1997). Esta taxonomía es la última que fue establecido por razones puramente morfológicos. Fue sucedido en 2005 por la Taxonomía de Bouchet & Rocroi (2005), creado sobre todo según aspectos filogenéticos.
Actualmente David R. Lindberg es profesor de Biología integrativa en la University of California, Berkeley. Aparte es curador del museo University of California Museum of Paleontology y coeditor de la revista Molecular Systematics and Phylogeography of Mollusks.

## Honores

### Epónimos
Géneros y especies
- Bathyglycinde lindbergi Uschakov 1955
- Bathyraja lindbergi Ishiyama & Ishihara, 1977
- Bogidiella lindbergi Ruffo 1958
- Cyclopteropsis lindbergi Soldatov 1930
- Dugesia lindbergi de Beauchamp 1959
- Eualus lindbergi Kobyakova 1955
- Genioliparis lindbergi Andriashev & Neyelov 1976
- Glycinde lindbergi Uschakov 1955 : sinónimo de Bathyglycinde lindbergi Uschakov 1955
- Gobio gobio lepidolaemus natio lindbergi Turdakov & Piskarev 1955 : sin. de Gobio gobio gobio Linnaeus 1758
- Gurjanovilia lindbergi Jakovleva 1952 : sin. de Tripoplax lindbergi Jakovleva 1952
- Hadropogonichthys lindbergi Fedorov 1982
- Halicyclops lindbergi Rocha C.E.F. 1995
- Iothia lindbergi McLean 1985
- Lindbergichthys
- Lindbergichthys mizops Günther 1880 : sin. de  Lepidonotothen mizops Günther 1880
- Lindbergichthys nudifrons Lönnberg 1905 : sin. de Lepidonotothen nudifrons Lönnberg, 1905
- Liparis lindbergi Krasyukova, 1984 : sin. de  Liparis latifrons Schmidt 1950
- Lottia lindbergi Sasaki & Okutani 1994
- Lycodes lindbergi Popov 1931 : sin. de Lycodes uschakovi Popov, 1931
- Machilis lindbergi Wygodzinsky 1959
- Mesochra lindbergi Petkovski 1964
- Mycale lindbergi Koltun 1958
- Peramphithoe lindbergi Gurjanova 1938
- Potamon gedrosianum lindbergi Pretzmann 1966 : sin. de Potamon ruttneri Pretzmann, 1962
- Sarothrogammarus lindbergi G.Karaman 1969
- Scoiiodota lindbergi D'yakonov in D'yakonov et al. 1958 : sin. de  'Scoliodotella lindbergi' D'yakonov in D'yakonov et al. 1958
- Scoliodota lindbergi
- Scoliodotella lindbergi D'yakonov in D'yakonov et al. 1958
- Tripoplax lindbergi Jakovleva 1952